# Ernst-Wilhelm Wittig

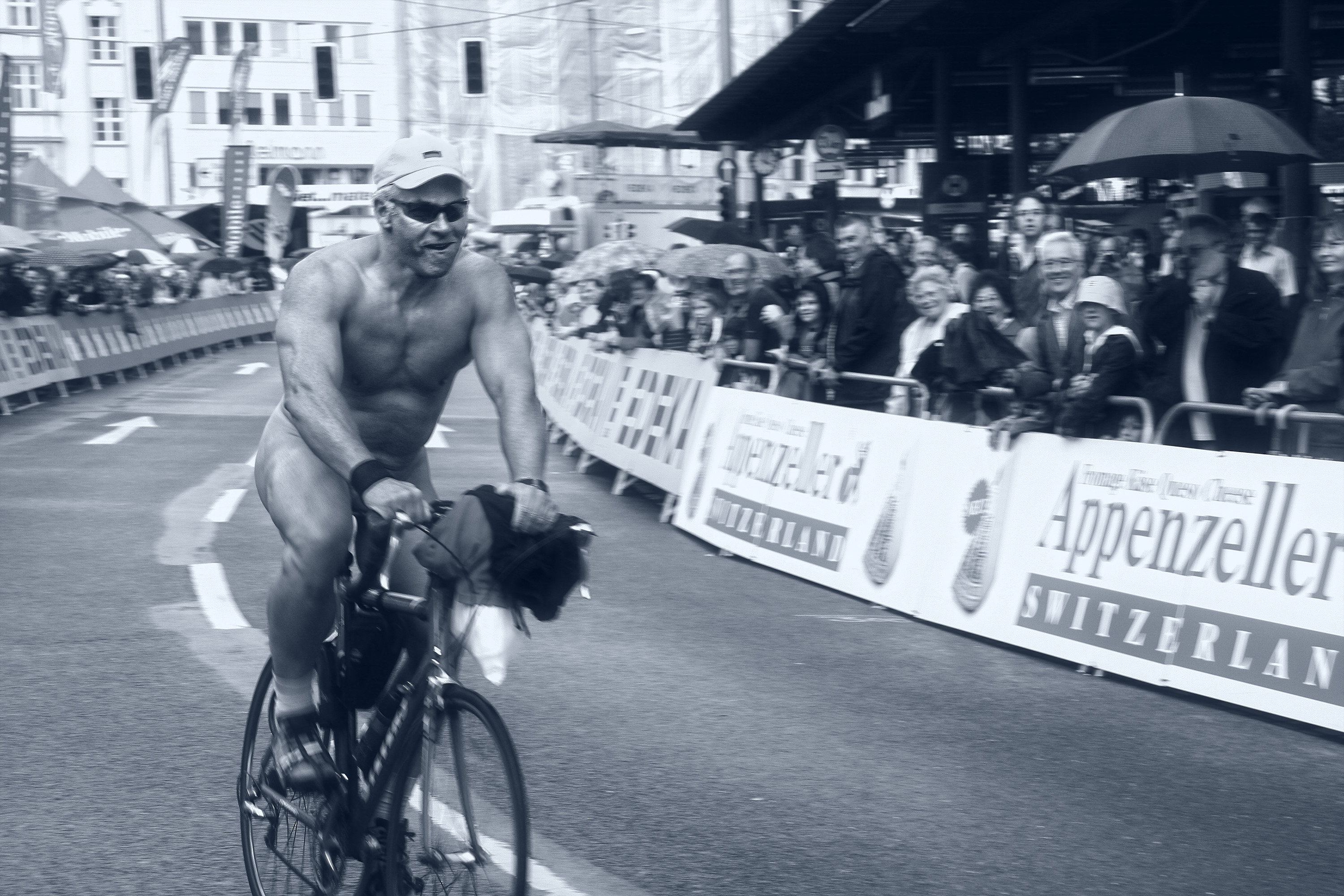

Ernst-Wilhelm Wittig (* 16. Juni 1947 in Bielefeld; † 23. Dezember 2020 in Hannover), bekannt als Ernie, war ein deutscher Flitzer. Er erlangte mit öffentlichkeitswirksamen Auftritten überregionale Bekanntheit und wurde mehrfach strafrechtlich verurteilt. Am 23. Dezember 2020 starb Wittig in Hannover, nachdem er auf seinem Fahrrad von einem LKW erfasst worden war.

## Nacktauftritte
Insbesondere in seiner Heimatstadt Bielefeld und Umgebung radelte Wittig seit den 1980er Jahren wiederholt unbekleidet über öffentliche Straßen. Zeitweilig betätigte er sich auch öffentlich als unbekleideter Bodybuilder. Während seiner exhibitionistischen Auftritte war eine Baseballkappe – sein Markenzeichen – meistens die einzige Textilie an seinem Körper.
Überregionale Aufmerksamkeit erregte er erstmals 1997, als seine Flitzereinlage zu einer Unterbrechung des Fußball-Bundesligaspiels zwischen Borussia Mönchengladbach und Arminia Bielefeld führte. Im selben Jahr erlangte er durch seinen Auftritt beim Weltkongress der Soziologen in Köln bundesweite Beachtung. Seither war er auch in zahlreichen anderen deutschen Städten in Erscheinung getreten, was ihm auch zahlreiche Auftritte in Talkshows und TV-Reportagen ermöglichte.
Die größte Zuschauerkulisse hatte Wittig im April 2005, als er im Dortmunder Westfalenstadion beim Fußball-Bundesligaspiel zwischen Borussia Dortmund und Arminia Bielefeld vor 76.500 Zuschauern nackt das Spielfeld betrat und am Mittelkreis in Bodybuildermanier posierte, bevor er von Ordnern abgeführt wurde.
Auch in den folgenden Jahren trat Wittig vereinzelt nackt auf – zum Beispiel in Hörsälen und Mensen, auf Schulhöfen und Schulfeiern.

## Juristische Folgen
Wittig, der seinen Körper zum Kunstwerk erklärt hatte, traf mit seiner Darbietung nicht immer auf Verständnis der Obrigkeit und der Öffentlichkeit. Unterschiedliche Ansichten über sein Künstlerdasein erfuhr Wittig vor Gerichten: Mehrfach wurde er wegen Erregung öffentlichen Ärgernisses zu Geldstrafen verurteilt. Er wurde zwar zwischenzeitlich im Jahre 2003 vom Amtsgericht Bielefeld in einem Verfahren freigesprochen, da sein Verhalten nach Ansicht dieses Gerichts für die Bevölkerung nicht schamverletzend gewesen sei, jedoch verurteilte ihn das Amtsgericht Dortmund am 4. Mai 2006 wegen des Vorfalls vom April 2005 im Dortmunder Westfalenstadion wegen Hausfriedensbruchs zu einer Freiheitsstrafe von sechs Monaten ohne Bewährung. Dieses Urteil erlangte jedoch keine Rechtskraft, da das Strafverfahren in der Berufungsinstanz eingestellt wurde.
Ab Februar 2007 verbüßte Wittig eine fünfmonatige Freiheitsstrafe in einer Bielefelder Justizvollzugsanstalt.
Am 1. Juli 2009 wurde er zu elf Monaten auf Bewährung verurteilt, da er während des Urteilsspruchs in einem vorangegangenen Verfahren die Hose heruntergelassen und vor dem Richter sein Geschlechtsteil entblößt hatte. Die Freiheitsstrafe wurde nur zur Bewährung ausgesetzt, weil „Ernie“ Besserung gelobte und versprach, sich nicht mehr in schamverletzender Weise in der Öffentlichkeit zu zeigen. Am 3. April 2018 wurde er vom Amtsgericht Hamburg-Altona zu einer Freiheitsstrafe von neun Monaten verurteilt.

## Mediale Rezeption
Nachdem Wittig überregionale Bekanntheit erlangt hatte, fand die Figur des „Flitzers Ernie“ oder Anspielungen darauf Einzug in verschiedene deutsche Medien.
So umfasst beispielsweise das PC-Spiel Anstoss 2005 – Der Fußballmanager ein Spielereignis, bei dem ein Flitzer namens Ernie über das virtuelle Spielfeld rennt und so zu einer Spielverzögerung führt.
Auch der Flitzer-Darsteller im Video zu Oliver Pochers WM-Song Schwarz und Weiß scheint eine Anspielung auf Wittig zu sein, der beim textillosen Auftritt stets seine typische Kappe trägt.
Darüber hinaus war Wittig mit einem Bild seines Auftritts im Westfalenstadion das Hauptmotiv einer während der Fußball-Weltmeisterschaft 2006 bundesweit angelegten Werbekampagne zum Fan-Logo der Fachzeitschrift Werben & Verkaufen, gestaltet von der Münchner Agentur Serviceplan.